# Rotte dei migranti nel Sahara
Il deserto del Sahara unisce l'Africa sub-sahariana ai Paesi del Maghreb. Viene attraversato da migranti economici, in maggior parte dell'Africa occidentale, e rifugiati politici, provenienti soprattutto dal Corno d'Africa. Le traversate si effettuano a bordo di camion o fuoristrada, affidati alla guida di organizzazioni criminali che gestiscono il passaggio clandestino verso nord di uomini e merci. Durante i viaggi i passeggeri subiscono le razzie della polizia, dei ribelli e degli stessi autisti. Negli ultimi dieci anni, almeno 1.594 persone hanno perso la vita attraversando il Sahara, secondo le stime di Fortress Europe. Ma il dato potrebbe essere molto più alto, dato che quasi ogni viaggio conta i suoi morti, stando alle testimonianze dei sopravvissuti. Non tutti coloro che attraversano il deserto hanno come obiettivo l'Europa. Al contrario, molti rimangono nei Paesi del Maghreb, spesso come lavoratori stagionali. Nel Sahara finiscono anche i viaggi di riaccompagnamento alla frontiera organizzati dai governi nordafricani, abituati da anni, sotto pressioni europee, ad abbandonare in mezzo al Sahara migliaia di migranti e rifugiati rintracciati sul loro territorio in modo irregolare. Molte persone hanno perso la vita in seguito a queste pratiche:

Mappa delle rotte dei migranti al Nord Africa ed all'Europa, dall'Africa dell'Ovest.

(Fabrizio Gatti, Bilal)

## Agadez - Dirkou - Sebha

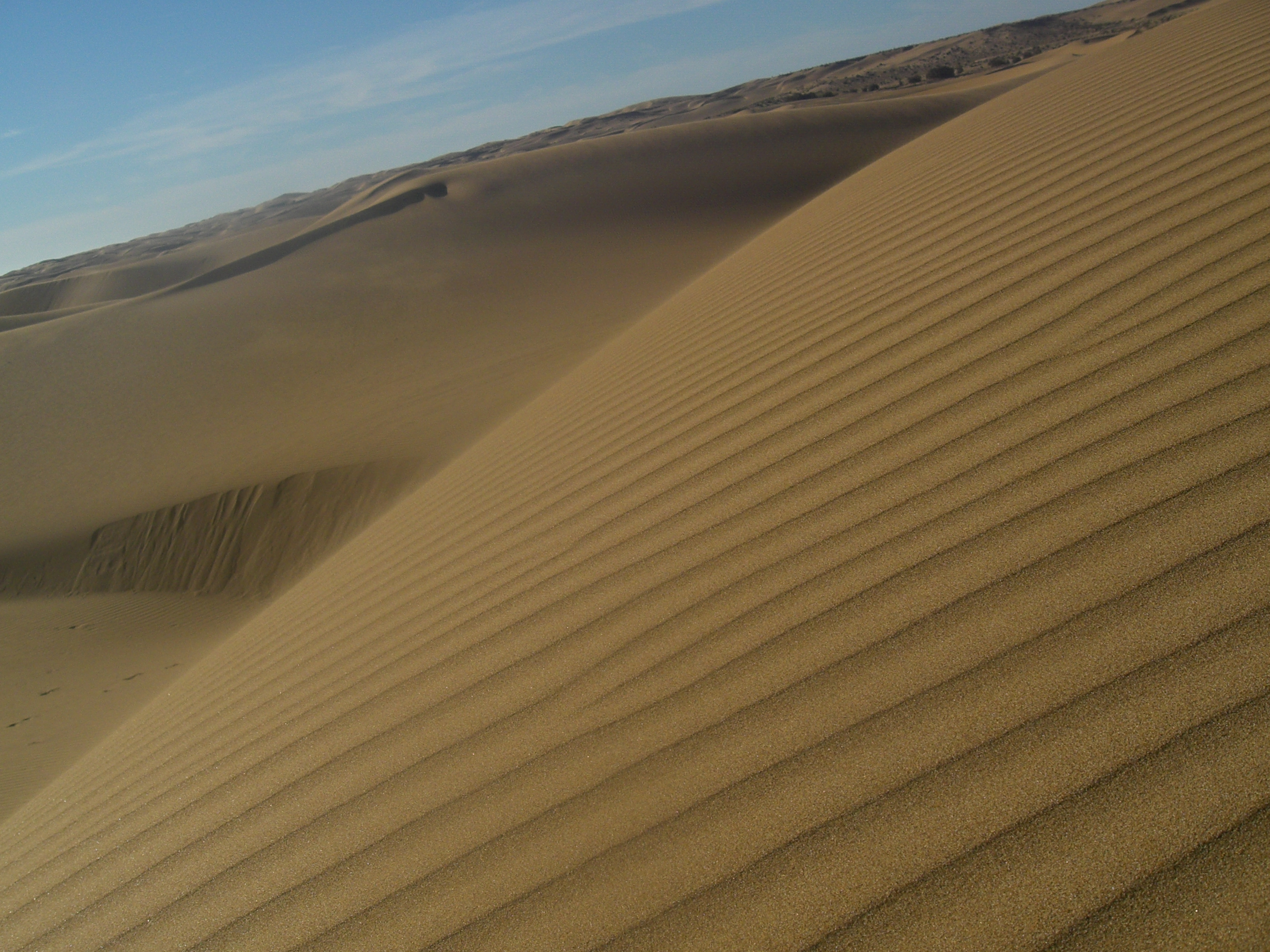
Dune nel Sahara

La prima rotta migratoria attraversa il Niger, congiungendo l'Africa centrale e occidentale alla Libia, da dove il viaggio talvolta prosegue verso l'Italia. Il percorso segue l'antico tragitto carovaniero via Agadez e Dirkou alla volta di Madama per poi entrare in Libia nei pressi del posto frontaliero di Toummo e risalire alla volta dell'oasi di Sebha (in Libia). Sulla rotta i migranti sono spesso vittime delle razzie di polizia e ribelli:
(Testimonianza raccolta da Gabriele Del Grande, Fortress Europe, luglio 2008, Niger: i rifugiati denunciano gli abusi subiti nel Sahara)
Per chi rimane senza soldi il viaggio si tramuta in tragedia. Secondo diverse testimonianze le oasi del deserto nigerino e libico sarebbero disseminate di schiavi. Giovani partiti dall'Africa occidentale alla volta dell'Europa e rimasti bloccati senza soldi per proseguire né per ritornare.
(Reportage di Fabrizio Gatti, Corriere della Sera, Clandestini schiavi nell’oasi del Ténéré)

## Gao - Tinzaouatine - Tamanrasset
Sin dagli anni novanta, una seconda rotta migratoria attraversa il Mali, raccogliendo i flussi migratori in provenienza dalle regioni dell'Africa occidentale verso l'Algeria, paese di transito per raggiungere il Marocco e da lì imbarcarsi alla volta della costa meridionale della Spagna o delle isole Canarie, oppure tentando di entrare nel territorio delle due enclave spagnole di Ceuta e Melilla, in Marocco. La rotta segue i percorsi delle reti carovaniere transahariane praticate per secoli dalle popolazioni nomadi (tuareg) di Mali, Niger e Algeria. I nuovi snodi carovanieri rimodellano il paesaggio urbano e ripopolano di migranti e di gruppi dediti al trasporto e alla gestione del loro trasporto - ma anche al contrabbando di merci, droga e armi - le città di Gao, Kidal (in Mali) e Tamanrasset (in Algeria).
Da anni il governo algerino pratica respingimenti alla frontiera dei migranti sub-sahariani sprovvisti di documenti di soggiorno. Così migliaia di persone ogni anno sono abbandonate in pieno deserto vicino ai posti frontalieri di Bordj-Mokhtar, al confine con il Mali, e In Guezzam, al confine con il Niger. Succede così che migliaia di deportati transitino e sostino, a volte per mesi o anni, nelle oasi frontaliere come quella di Tinzaouatine, in Mali.
I deportati si autodefiniscono in gergo aventuriers, avventurieri. Vivono in vecchie case abbandonate o nelle grotte dei massicci di pietra del deserto. Le abitazioni vengono denominate ghetto, e sono divise per nazionalità. C'è il ghetto degli ivoriani, quello dei nigeriani, quello dei camerunesi. Ogni comunità è organizzata con un presidente, un vice presidente, un segretario e un responsabile della sicurezza. In nessuna delle abitazioni c'è elettricità né acqua corrente. La prima città dista 400 chilometri, Kidal, in Mali. Nell'oasi non c'è telefono né Western Union. Chi vi è bloccato, sopravvive lavorando in condizioni di schiavitù per i tuareg che abitano nell'oasi. Oppure tenta di raggiungere Kidal avventurandosi in disperate marce a piedi.
(Testimonianza raccolta da Gabriele Del Grande in Mamadou va a morire, Infinito edizioni, Roma, 2008, pag.91)

## Khartoum - Cufra
I flussi migratori originari del Corno d'Africa transitano per la rotta che dal Sudan attraversa il deserto libico, superando l'oasi di Cufra alla volta di Agedabia, sulla costa mediterranea. La rotta è praticata in particolare da profughi sudanesi, somali, etiopi ed eritrei. Il biglietto si acquista nei mercati di Khartoum, la capitale del Sudan. Da lì si parte su dei fuoristrada pick up che trasportano una media di trenta persone. Il viaggio - salvo imprevisti - dura un paio di settimane. I superstiti raccontano continui soprusi da parte degli autisti e della polizia.
(Zerit, Eritrea, testimonianza raccolta da Gabriele Del Grande)
Molte le vittime, dovute tanto agli incidenti quanto agli abusi degli organizzatori dei viaggi
(Saba, Eritrea, testimonianza raccolta da Gabriele Del Grande)

## Khartoum - Assuan
Un'altra importante rotta è quella che porta dal Sudan all'Egitto, collegando Khartoum ad Assuan. Battuta fino a pochi anni fa quasi esclusivamente da sudanesi, dal 2006 anche gli emigranti eritrei percorrono questo tragitto, entrando in Egitto come via di transito verso Israele, paese che nel 2006 e 2007 ha ricevuto 10.000 richieste di asilo politico da parte di profughi entrati clandestinamente dalla sua frontiera con l'Egitto, lungo la penisola del Sinai, in maggioranza eritrei e sudanesi. Nel corso del 2008, l'Egitto ha arrestato alla sua frontiera meridionale col Sudan alcune migliaia di profughi, eritrei e sudanesi. Secondo Amnesty International le autorità egiziane hanno rimpatriato almeno 1.200 richiedenti asilo eritrei nel giugno 2008. Le condizioni di detenzione dei migranti nelle carceri egiziane sono pessime:
(Lettera anonima di un prigioniero eritreo nelle carceri egiziane, testimonianza raccolta da Gabriele Del Grande)

### Agadez - Dirkou - Sebha
- Frontiera Sahara. I campi di detenzione nel deserto libico, Fortress Europe, 2009
- A sud di Lampedusa, video documentario, 8 minuti, di Andrea Segre. I viaggi nel deserto del Sahara verso la Libia, le deportazioni verso il Niger e le testimonianze dei detenuti a Sabha
- Il sogno e l'illusione, video intervista, 19 minuti. Un rifugiato congolese racconta il viaggio nel deserto nigerino e gli abusi subiti dalla polizia libica. Di Enrico Montalbano

### Gao - Tinzaouatine - Tamanrasset
- Algeria: le deportazioni nel deserto, 45 minuti, di Fortress Europe. Interviste audio a due deportati: le prigioni algerine, i morti del deserto e la vita a Tinzaouatine
- Algeria: reportage fotografico delle deportazioni nel deserto a Tamanrasset, di Bahri Hamza, 2007

### Khartoum - Cufra
- Frontiera Sahara. I campi di detenzione nel deserto libico, Fortress Europe, 2009
- Libia: intervista con i rifugiati detenuti a Ez-Zauia. "Non vediamo la luce del sole da mesi.. Siamo stati portati fuori, spogliati nudi e picchiati"
- Come un uomo sulla terra, film documentario, di Andrea Segre, Dagmawi Yimer e Riccardo Biadene, 2008